# Vallons de Haute-Bretagne Communauté
Vallons de Haute-Bretagne Communauté (VHBC) est une communauté de communes française, située dans le département d'Ille-et-Vilaine, région Bretagne.
Elle appartient au Pays des Vallons de Vilaine et est, par la population comme par la superficie, la première communauté de communes d'Ille-et-Vilaine.

## Histoire
La communauté de communes a été créée le 1er janvier 2014 à la suite de la fusion de Maure de Bretagne communauté avec la Communauté de communes du canton de Guichen et de l'extension aux communes de Guipry, Messac, Lohéac et Saint-Malo-de-Phily.

## Territoire communautaire

### Géographie
Située dans le sud-ouest  du département d'Ille-et-Vilaine, la communauté de communes Vallons de Haute-Bretagne Communauté regroupe 18 communes et s'étend sur 504,4 km2.

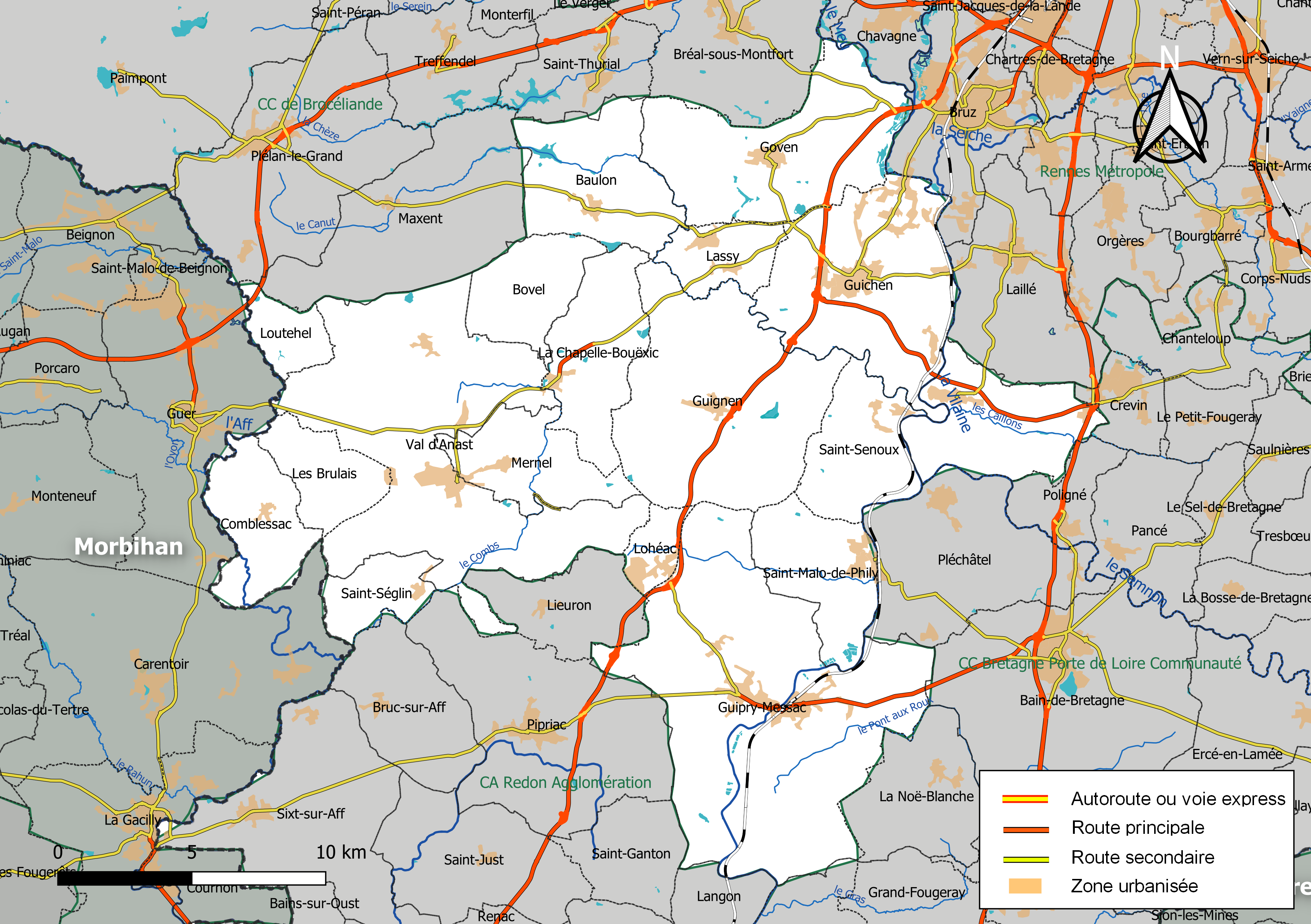
Carte de la communauté de communes Vallons de Haute-Bretagne Communauté au 1er janvier 2019.

### Composition

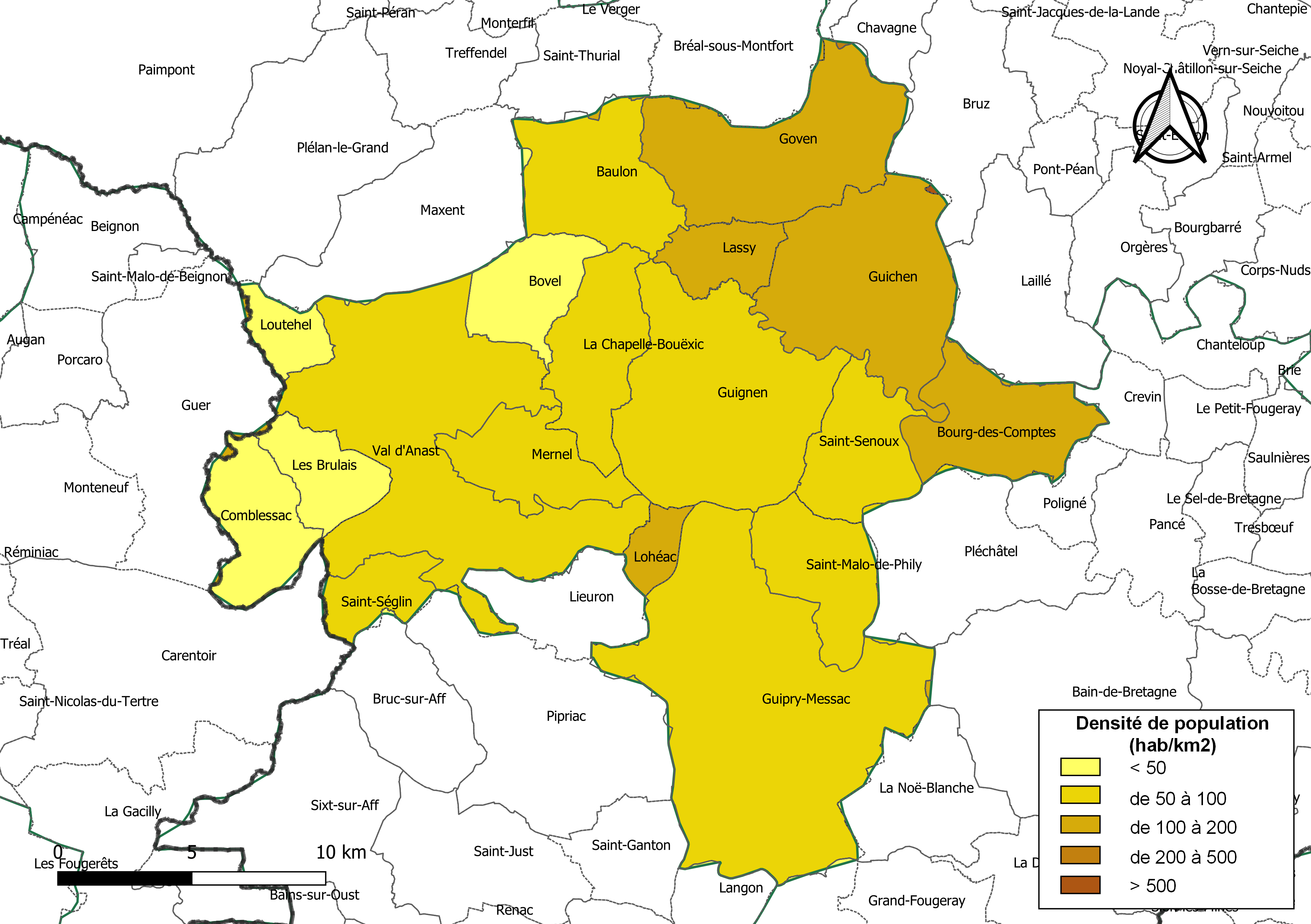
Carte des densités de population (millésimée 2016) des communes de l'intercommunalité Vallons de Haute-Bretagne Communauté. Composition en communes au 1er janvier 2019.

Lors de sa création, elle est composée de vingt communes.
Après la fusion de Guipry et Messac au 1er janvier 2016 pour former la commune nouvelle de Guipry-Messac, elle est composée de 19 communes.
Après la fusion de Maure-de-Bretagne et de Campel au 1er janvier 2017 pour former la commune nouvelle de Val d'Anast, elle est désormais composée de 18 communes.
La communauté de communes est composée des 18 communes suivantes :

| Nom                 | Code Insee | Gentilé       | Superficie (km2) | Population (dernière pop. légale) | Densité (hab./km2) |
| ------------------- | ---------- | ------------- | ---------------- | --------------------------------- | ------------------ |
| Guichen (siège)     | 35126      | Guichenais    | 42,99            | 9 203 (2022)                      | 214                |
| Baulon              | 35016      | Baulonnais    | 25,02            | 2 208 (2022)                      | 88                 |
| Bourg-des-Comptes   | 35033      | Bourgcomptois | 23,41            | 3 388 (2022)                      | 145                |
| Bovel               | 35035      | Bovellois     | 14,6             | 600 (2022)                        | 41                 |
| Les Brulais         | 35046      | Brulaisiens   | 11,96            | 541 (2022)                        | 45                 |
| La Chapelle-Bouëxic | 35057      | Chapellois    | 20,66            | 1 527 (2022)                      | 74                 |
| Comblessac          | 35084      | Comblessacois | 17,23            | 677 (2022)                        | 39                 |
| Goven               | 35123      | Govenais      | 39,73            | 4 326 (2022)                      | 109                |
| Guignen             | 35127      | Guignennais   | 53,05            | 4 149 (2022)                      | 78                 |
| Guipry-Messac       | 35176      | Guissacois    | 91,99            | 7 243 (2022)                      | 79                 |
| Lassy               | 35149      | Lasséens      | 9,76             | 1 817 (2022)                      | 186                |
| Lohéac              | 35155      | Lohéaciens    | 5,11             | 700 (2022)                        | 137                |
| Loutehel            | 35160      |               | 7,21             | 235 (2022)                        | 33                 |
| Mernel              | 35175      | Mernellois    | 17,37            | 1 017 (2022)                      | 59                 |
| Saint-Malo-de-Phily | 35289      | Philystins    | 18,77            | 1 074 (2022)                      | 57                 |
| Saint-Séglin        | 35311      | Séglinois     | 9,4              | 600 (2022)                        | 64                 |
| Saint-Senoux        | 35312      | Sennonais     | 18,29            | 1 836 (2022)                      | 100                |
| Val d'Anast         | 35168      |               | 77,86            | 3 925 (2022)                      | 50                 |

### Démographie
| 1968   | 1975   | 1982   | 1990   | 1999   | 2010   | 2015   | 2021   |
| ------ | ------ | ------ | ------ | ------ | ------ | ------ | ------ |
| 21 925 | 23 427 | 25 293 | 27 553 | 30 120 | 39 410 | 42 946 | 44 618 |

## Administration

### Siège
Le siège de la communauté de communes est situé à Guichen, 12 rue Blaise Pascal.

### Tendances politiques
| Commune             | Maire                   | Étiquette | Étiquette |
| ------------------- | ----------------------- | --------- | --------- |
| Baulon              | Christophe Véron        |           | SE        |
| Bourg-des-Comptes   | Christian Leprêtre      |           | DVD       |
| Bovel               | José Mercier            |           | DVG       |
| Les Brulais         | Hugues Raffegeau        |           | SE        |
| La Chapelle-Bouëxic | Roger Morazin           |           | PS        |
| Comblessac          | Christophe Ricaud       |           | DVD       |
| Goven               | Norbert Saulnier        |           | DVG       |
| Guichen             | Dominique Delamarre     |           | DVD       |
| Guignen             | Évelyne Lefeuvre        |           | DVG       |
| Guipry-Messac       | Thierry Beaujouan       |           | DVG       |
| Lassy               | Didier Le Chénéchal     |           | DVG       |
| Lohéac              | Patrick Bertin          |           | DVD       |
| Loutehel            | Pascal Guerro           |           | SE        |
| Mernel              | Jean-Yves Inizan        |           | DVG       |
| Saint-Malo-de-Phily | Marie-Claire Brault     |           | SE        |
| Saint-Séglin        | Marie-Thérèse Monvoisin |           | SE        |
| Saint-Senoux        | Antinéa Leclerc         |           | DVG       |
| Val d'Anast         | Pierre-Yves Reboux      |           | PRV       |

Une conférence des maires réunit chaque mois l'ensemble des maires des communes membres de l'intercommunalité.

### Conseil communautaire
Les 52 conseillers titulaires sont ainsi répartis selon le droit commun comme suit :
| Nombre de délégués | Communes                                                              |
| ------------------ | --------------------------------------------------------------------- |
| 9                  | Guichen                                                               |
| 7                  | Guipry-Messac                                                         |
| 5                  | Goven                                                                 |
| 4                  | Guignen, Val d'Anast                                                  |
| 3                  | Baulon, Bourg-des-Comptes                                             |
| 2                  | La Chapelle-Bouëxic, Lassy, Mernel, Saint-Malo-de-Phily, Saint-Senoux |
| 1                  | Bovel, Les Brulais, Comblessac, Lohéac, Loutehel, Saint-Séglin        |

### Élus
La communauté de communes est administrée par son conseil communautaire constitué en 2020 de 52 conseillers communautaires, qui sont des conseillers municipaux représentant chacune des communes membres.
À la suite des élections municipales de 2020 en Ille-et-Vilaine, le conseil communautaire du 9 juillet 2020 a réélu son président, Joël Sieller, conseiller municipal de Guichen, ainsi que ses 12 vice-présidents.
Après la démission de Joël Sieller, le bureau est remanié le 8 septembre 2022 et désigne Thierry Beaujouan, maire de Guipry-Messac, comme nouveau président de l'intercommunalité. Depuis cette date, la liste des vice-présidents est la suivante : 
|     | Attributions                                               | Identité            | Qualité                                                       |
| --- | ---------------------------------------------------------- | ------------------- | ------------------------------------------------------------- |
| 1er | Finances                                                   | Yannick Legourd     | 1er adjoint au maire de Bourg-des-Comptes                     |
| 2e  | Aménagement du territoire, urbanisme et contractualisation | Pierre-Yves Reboux  | Maire de Val d’Anast                                          |
| 3e  | Marchés publics, GEMAPI et France services                 | Michèle Motel       | Conseillère municipale de Guichen, conseillère départementale |
| 4e  | Travaux et grands projets                                  | Patrick Bertin      | Maire de Lohéac                                               |
| 5e  | Petite enfance, enfance et jeunesse                        | Florence Rigaud     | 1re adjointe au maire de Mernel                               |
| 6e  | Sport et système d'information                             | Philippe Salaün     | 1er adjoint au maire de Guichen                               |
| 7e  | Insertion, politique de la ville et emploi                 | Marie-Claire Brault | Maire de Saint-Malo-de-Phily                                  |
| 8e  | Développement économique                                   | Hugues Raffegeau    | Maire des Brulais                                             |
| 9e  | Environnement                                              | Joël Garcia         | 4e adjoint au maire de Guignen                                |
| 10e | Tourisme                                                   | Séverine Grimault   | Conseillère municipale de Baulon                              |
| 11e | Développement culturel                                     | Mickaël Tanguy      | Conseiller municipal de Goven                                 |
| 12e | Communication                                              | Antinéa Leclerc     | Maire de Saint-Senoux                                         |

Ensemble, ils forment le bureau communautaire pour la période 2020-2026.

### Liste des présidents
| Période        | Période    | Identité          | Étiquette | Qualité |
| -------------- | ---------- | ----------------- | --------- | --- |
| janvier 2014   | avril 2018 | Philippe Gourronc | DVG       | Maire de Goven (2008 → 2018) Démissionnaire                                                                               |
| avril 2018     | août 2022  | Joël Sieller      | DVD       | Maire de Guichen (1983 → 2020) Ancien président de la CC du canton de Guichen (1993 → 2008) Réélu en 2020, démissionnaire |
| septembre 2022 | En cours   | Thierry Beaujouan | DVG       | Maire de Guipry-Messac (2016 → )                                                                                          |

### Régime fiscal et budget
La communauté de communes est un établissement public de coopération intercommunale à fiscalité propre.
Afin de financer l'exercice de ses compétences, l'intercommunalité perçoit la fiscalité professionnelle unique (FPU) – qui a succédé à la taxe professionnelle unique (TPU) – et assure une péréquation de ressources entre les communes résidentielles et celles dotées de zones d'activité.

## Projets et réalisations
Le territoire compte une rue Lucie Randoin (commune de Guichen), à la mémoire de la célèbre biologiste et ses travaux en faveur de la nutrition et de l'alimentation.